# Каттанео, Иван
Ива́н Катта́нео итал. Ivan Cattaneo, род. 13 марта 1953, Бергамо, Ломбардия) — итальянский певец.
Отличался экстравагантным стилем. В Италии Ивана Каттанео помнят прежде всего по постмодерновому альбому 1981 года 2060 Italian Graffiati, который продался в полумиллионе экземпляров и его версии песни «Zebra a pois» (с этого же альбома).
В 2018 году принял участие в передаче Grande Fratello VIP («Большой брат VIP»).
8 февраля 2019 года Патти Право выпустила свой 29-й альбом под названием RED, в который вошла композиция Ивана Каттанео «La carezza che mi manca».